# Lupe Fuentes
Zuleidy Piedrahita, més coneguda pel seu nom artístic Lupe Fuentes (Santiago de Cali, 27 de gener de 1987), és una productora i DJ de house espanyola d'origen colombià. És coneguda pel seu passat com a cantant, ballarina i actriu porno.

## Biografia
De pare espanyol i mare colombiana, es va iniciar en el cinema de la mà dels germans Lapiedra. Ha estat portada de revistes com Interviú i Primera Linea. Fora del cinema X ha participat en pel·lícules comercials, al costat de la seva habitual companya en el cinema per adults, Lucía Lapiedra.

## Vida privada
Va contraure matrimoni amb Pablo Lapiedra, un conegut director de cinema per adults, però després es van divorciar. El mes de gener de 2010, Lupe va iniciar una relació amb el músic nord-americà Evan Seinfeld, amb el que va estar casada entre 2011 i 2020.
L'any 2008, Lupe es va sotmetre a una operació per augmentar la mida dels seus pits.

## Controvèrsies
El mes de març de l'any 2011, la policia colombiana va sol·licitar la detenció de Fuentes per pornografia infantil i falsificació de documents. D'acord amb els informes, Fuentes i el seu exmarit Pablo Lapiedra, reclutaven a dones joves en les ciutats de Medellín i Bello, a Colòmbia. Els directors del col·legi Javiera Londoño, van reportar a les autoritats que una de les seves estudiants, va ser contractada per Fuentes i Lapiedra, per aparèixer en deu de les seves produccions.
Quan la policia espanyola va interrogar a l'exmarit de Fuentes, el productor de la indústria del porno Pablo Lapiedra, aquest va al·legar que era ella l'encarregada de fer els càstings a les noies per a participar en les seves produccions. Interpol va sol·licitar una ordre d'arrest internacional per a Fuentes.
Durant el seu testimoni, Lapiedra va acusar Fuentes de convèncer a les noies per a participar en les pel·lícules. Durant el judici, Fuentes va acomiadar als seus advocats, va deixar d'estar activa en les seves xarxes socials i es va informar que havia estat deportada des dels Estats Units cap a Colòmbia, on probablement hauria de fer front a un judici.

## The ex-girlfriends
El mes de novembre de l'any 2012, Fuentes va anunciar en les seves xarxes socials, que s'havia reinventat, i que ara es dedicaria a la música, llançant un videoclip amb la seva nova banda The Ex-girlfriends, de la qual ella és la vocalista. Lupe afirmava que estava pensant a canviar de carrera i volia allunyar-se del món del porno. És productora del grup, juntament amb el seu actual marit Evan Seinfeld. Van llançar dos senzills; We are the party (Nosaltres som la festa), el 6 de novembre de l'any 2012 i Whatchya lookin' at? (Què estàs mirant?), el dia 18 de març de l'any 2013. Les integrants del grup, van estar practicant ball, cant i composició durant dos anys. De qualsevol manera, el grup no es va arribar a formar fins a la fi de setembre, o principi d'octubre de l'any 2012. El grup estava format per cinc noies, inclosa Fuentes, quatre ballarins, i coreògrafs que han participat en videoclips amb altres cantants de Música Pop com ara; Justin Bieber, Shakira, Christina Aguilera, Katy Perry, Maroon 5, Tiësto, i Nelly Furtado.

## Premis
- 2006: FICEB Nominada al premi Nimfa per a la Millor actriu espanyola revelació pel film Possessió.[14]
- 2009: Hot d'Or Nominada - Millor Actriu Europea - 100% Zuleidy[15]
- 2010: AVN Awards Nominada - Millor nova estrella[16]
- 2010: Premis F.A.M.E. - Millor nova estrella[17]

## Filmografia
- Obsesión (2006)
- La Venganza de las Ninfas (2006)
- Posesión (2006)
- Matadero (2007)
- Chloe (2007)
- El diario de Zuleidy (2007)
- Depravada (2007)
- Private 43: 100% Zuleidy (2008)